# لالوند
لالوند، روستایی از توابع شهرستان رومشکان در استان لرستان ایران است.
زبان اصلی این روستا لری است.

## جمعیت
این روستا در دهستان رومشکان شرقی قرار دارد و براساس سرشماری مرکز آمار ایران در سال ۱۳۸۵، جمعیت آن ۸۵۲ نفر (۱۷۷خانوار) بوده‌است.